# Peter Pullicino
Peter Pullicino (Sydney, 17 giugno 1976) è un ex calciatore maltese, di ruolo centrocampista.

## Carriera

### Club
Ha giocato nella massima serie del campionato maltese con varie squadre.

### Nazionale
Con la Nazionale maltese ha giocato 22 partite dal 2004 al 2008.